# Auður Ava Ólafsdóttir
Auður Ava Ólafsdóttir (født 1958 i Reykjavik) er en islandsk professor i kunsthistorie og forfatter. I 2018 blev hun tildelt Nordisk Råds Litteraturpris for romanen Ar (Ör). Hendes bøger er oversat til en lang række sprog.

## Biografi
Auður Ava Ólafsdóttir underviser i kunsthistorie og kunstteori ved Universitetet på Island. Hun har tidligere været direktør for universitetets kunstsamling. Hun debuterede som forfatter i 1998, og fra starten blev hendes bøger modtaget med begejstring af anmelderne. I sine bøger fokuserer hun på at undersøge hverdagens små hændelser og ikke store skelsættende begivenheder.

## Galleri
- Danmark 2019
- Møde med publikum ved LiteratureXchange festival i Aarhus 2019

### Titler oversat til dansk
- Miss Island (2019)
- Ar (2018)
- Svaner bliver ikke skilt (2016)
- Stiklingen (2009)

## Priser
- 2018: Nordisk Råds Litteraturpris: Ör
- 2016: Den islandske litteraturpris: Ör
- 2008: Avisen DV's kulturpris: Afleggjarinn
- 2008: Den islandske litteraturpris for kvinder: Afleggjarinn
- 2004: Tómas Guðmundssons Litteraturpris: Rigning í nóvember